# Jan Rooze
Pour les articles homonymes, voir Rooze.
Jan Rooze est un joueur d'échecs belge né le 7 mars 1947. Champion de Belgique en 1967, il obtient le titre de maître international en 2014,

## Olympiades d'échecs
En 1968, Jan Rooze participe aux Olympiades d'échecs à Lugano en Suisse du 17 octobre au 7 novembre. L'équipe belge est composée de GM Albéric O'Kelly de Galway, Joseph Martin Boey, Jan Rooze, Frans Cornelis, Roland Beyen et MI Arthur Dunkelblum.
Jan Rooze participe à l'Olympiade d'échecs de 1976 qui se déroule du 26 octobre au 10 novembre 1976 à Haïfa en Israël.
Il participe à l'Olympiade d'échecs de 2010 qui a lieu à Khanty-Mansiïsk en Russie du 19 septembre au 4 octobre 2010. L'équipe belge était composée à l'époque du MI Bart Michiels 2459 Elo, MI  Daniyal Saibulatov 2400 Elo, Richard Polaczek  2385 Elo, MF Thibaut Vandenbussche  2333 Elo et Jan Rooze avec 2288 Elo. La Belgique, 71e nation au classement de départ, termine à la 60e place.

## Championnats du monde d'échecs senior
En 2014, Jan Rooze participe au championnat du Monde d'échecs senior des plus de 65 ans à Kateríni en Grèce et termine à la 9e place avec 7,5 points sur 11 (7+ 1= 3-).
Il participe du 25 au 5 novembre 2023 au championnat du Monde d'échecs senior à Terrasini en Italie, à l'Open des +65 ans, tournoi en 11 rondes à la cadence de 90'/40 coups + 30' pour le reste de la partie, le tout avec un incrément de 30 secondes par coup. Classé 18e avec une cote de 2 245 points Elo, Jan Rooze termine le tournoi à la 10e place avec un score de 7,5/11 (6+ 3= 2-) et premier des plus de 75 ans.